# Supplément à l'Encyclopédie
Le Supplément à l'Encyclopédie est le complément apporté à l'Encyclopédie par les libraires éditeurs Marc-Michel Rey et Charles-Joseph Panckoucke, associés au philosophe Jean-Baptiste-René Robinet. Il se compose de 4 volumes de texte, d'un volume de planches et de deux volumes de Tables, parus de 1776 à 1780.
Bien que prolongeant l' Encyclopédie, le Supplément constitue un projet éditorial et commercial distinct et considéré comme tel par la communauté scientifique. Le projet ENCCRE, en particulier, ne couvre pas l'édition et l'étude du Supplément.

## Projet initial: une édition révisée de l'Encyclopédie
Dès 1754, au moment de la parution du quatrième volume de l'Encyclopédie, se pose la question d'une seconde édition révisée. Grimm y fait allusion dans la Correspondance littéraire : « Il est certain que pour porter l'Encyclopédie au degré de perfection que l'humanité peut comporter, il faudra en faire une seconde édition. C'est alors qu'on pourra revoir avec soin, donner un coup d'œil général et en grand, ajouter, élaguer, refaire ce qui est faible ou mal fait, porter enfin la perfection jusque dans les minuties. »
Jaucourt glisse une allusion dans le tome VII, à l'article Gergenti : « Voy. Agrigente au supplém. de l’Encyclopédie ; car on ne négligera rien pour perfectionner cet Ouvrage. (D. J.) »
Le 16 décembre 1768, quatre ans avant la parution du dernier volume de planches, l'éditeur Charles-Joseph Panckoucke et deux associés, le libraire Jean Dessaint et le papetier Chauchat achètent à Le Breton, qui publie l'édition originale, les droits des futures éditions et les cuivres des illustrations de l’Encyclopédie. Ils sollicitent du lieutenant de police De Sartine et du chancelier Maupéou l’autorisation d'en réaliser une version revue et corrigée,. À l'appui de leur demande, un mémoire rédigé par Diderot, résumant les imperfections de la première édition : Physique, Médecine et Pharmacie à amplifier, Règne végétal et Musique à compléter, Minéralogie et Métallurgie à retoucher, Anatomie et Physiologie à refaire, Géographie à resserrer, planches et texte des Arts Mécaniques à mieux lier.
La requête est rejetée et Diderot, qui avait nommé les collaborateurs ayant fourni des articles de mauvaise qualité, gagne quelques ennemis. Devant ce refus, Dessaint et Chauchat se retirent de l’affaire et Panckoucke, renonçant à sa première idée d'édition refondue, opte pour une simple réimpression de l'édition originale, assortie de suppléments.
La réédition sera effectuée en association avec Gabriel Cramer et Samuel de Tournes, éditeurs genevois ; Pierre Rousseau, directeur de la Société typographique de Bouillon ; Lambot, notaire ; et Brunet, libraire, tous deux parisiens.
Mais, à la suite d'une plainte de l’Assemblée générale du clergé français, Panckoucke se voit saisir les six mille exemplaires des trois premiers volumes de sa réimpression, qui sont enfermés à la Bastille. Les volumes suivants sont imprimés chez Cramer et Tournes à Genève, après qu’ils ont dû consentir, à la suite de l’intervention de la Compagnie des Pasteurs Genevois, à modifier le controversé article Genève, et à expurger du futur Supplément tout ce qui pourrait heurter le calvinisme.

## Lancement d'unSupplément
Le Supplément est annoncé dans le Journal encyclopédique du 15 septembre 1769. Ne mentionnant pas l'interdiction politique d'une édition revue, les rédacteurs de ce prospectus argumentent que « la refonte d'un pareil livre pourrait être encore plus difficile et plus longue que ne l'a été la première exécution ; qu'une refonte à la hâte ne ferait qu'ajouter de nouvelles imperfections. » Ils précisent « que les Sociétés savantes ajoutent chaque année de nouvelles lumières aux anciennes ; qu'une seconde édition corrigée serait bientôt suivi d'une troisième, celle-ci d'une quatrième, et que le public se verrait ainsi obligé de sacrifier sans cesse un ouvrage considérable et très coûteux. »
Il est donc prévu des suppléments qui comprendront « toutes les nouvelles découvertes qui se sont faites depuis 25 ans, et les découvertes anciennes qui auraient pu être omises dans la première édition. On y relèvera les omissions et les fautes contenues dans toutes les parties de l'ouvrage. » L'impression se fera dans le même format, avec le même papier et les mêmes caractères que l'Encyclopédie. Le prix annoncé est de 24 livres par volume.
En avril 1771, Panckoucke s'associe formellement avec Pierre Rousseau, Marc-Michel Rey, éditeur à Amsterdam, et Jean-Baptiste Robinet, chargé de la direction éditoriale. Le contrat d'association envisage la collaboration d’une équipe de savants plus que de philosophes, et Robinet promet de les diriger plutôt vers les sciences naturelles que vers la philosophie. Le contrat l’oblige « à écrire les suppléments avec sagesse, et à n’y rien admettre contre la religion, les bonnes mœurs et le gouvernement, les suppléments ayant pour principal objet la perfection des sciences naturelles. ». En conséquence Panckoucke obtient un privilège sans difficulté, et grâce à l’arrivée de Turgot au gouvernement, la restitution de ses volumes confisqués à la Bastille.
Plus tard, en 1776, des querelles entre les éditeurs associés sur le lieu d’impression du Supplément amènent Pierre Rousseau à se retirer et à vendre ses parts à l’imprimeur parisien Jean-Georges-Antoine Stoupe. L’impression se fait chez lui à Paris, et parallèlement chez Rey à Amsterdam, pendant que Cramer termine à Genève la réimpression de l’édition originale.
Les deux premiers volumes du Supplément paraissent en 1776, les deux suivants et le volume de planches en 1777. Les Tables sont publiées en 1780. Le tirage est de 5250 exemplaires, au prix de 160 livres. Mais les ventes sont relativement faibles : en 1781, quand Panckouche, Robinet et Stoupe vendent leurs parts au libraire Batilliot, il reste 1063 exemplaires non reliés en stock

## Contributeurs

### Non participation de Diderot
Le premier éditeur contacté est Diderot, à la fin de l’été 1769. Mais celui-ci, bien qu’on lui propose de corriger les erreurs de la première édition dont il s’est plusieurs fois plaint, refuse très brutalement. Par inimitié avec Panckoucke, mais surtout parce qu’il était en négociation depuis juin 1767 avec Catherine II pour la réalisation d’une seconde édition en Russie. Mais l’affaire n’aboutit pas et Diderot y renonce en 1774. Jacques Proust a émis l’hypothèse que Catherine II et Betzkoi, son conseiller, craignaient que Diderot, dans cette refonte, ne critique la Russie et la Religion. La non-participation de Diderot au Supplément n’est cependant pas certaine. Dans un pamphlet de 1772 contre Robinet, Jean-Louis Carra écrit que « sans le dernier voyage de M. Rousseau à Paris, Diderot n’aurait pas fait une panse d’A pour vos suppléments. » Mais cette participation est cependant improbable, Diderot écrivant à Betzkoï en 1774 : « Je ne veux plus entendre parler de cet ouvrage.»

### Participation avortée de Voltaire
Aux tous débuts du projet, Voltaire l’approuve chaudement : « Un dictionnaire doit être un monument de vérité et de goût. Songez qu’il faut plutôt retrancher qu’ajouter à cette encyclopédie. Il y a des articles qui ne sont qu’une déclamation insupportable. Ceux qui ont voulu se faire valoir en y insérant leurs puérilités ont absolument gâté cet ouvrage. La rage du bel esprit est absolument incompatible avec un bon dictionnaire. L’enthousiasme y nuit encore plus, et les exclamations à la Jean-Jacques sont d’un prodigieux ridicule. » écrit-il à Panckoucke fin 1768. Celui-ci lui offre pour ses futurs articles 18 000 francs, qui sont refusés. Voltaire promet les articles Élégie, Épreuve, Fable, Fatalité, Folie, Génie, Langage, Loi, Locke et Malebranche « s'il est encore en vie. »
Emporté par son sujet, Voltaire rédige ce qui deviendra les Questions sur l'Encyclopédie, publiées chez Cramer de 1770 à 1772. Dans l'Introduction, il dédie son ouvrage aux rédacteurs du Supplément et leur propose de « prendre et corriger ou laisser les articles, à leur gré. Ceux-ci n'en feront rien, s’étant déjà assurés des collaborateurs rémunérés, qui travaillent sur des sujets non controversés, dans des domaines étrangers aux préoccupations de Voltaire.

### Conflit avec Carra
Transfuge de l'Encyclopédie d'Yverdon, qu'il quitte en se plaignant de la mauvaise qualité des articles qui se préparent, Jean-Louis Carra rejoint l'équipe du Supplément en juillet 1771. Robinet le charge de la Géographie, du Droit des gens, de l’Histoire de France et des Arabes, soit 50 à 60 feuilles par an pendant 4 ou 5 ans, au prix de 30 livres la feuille de composition. Mais, mécontent de ce qui lui est fourni, Robinet refuse les articles de Carra, qui souhaite être payé quand même. Carra quitte l'équipe du Supplément en juin 1772 et porte le conflit sur la place publique dans un pamphlet agressif.

### Rupture de confiance envers Robinet
Directeur éditorial, Robinet est chargé de la coordination des collaborateurs, et aussi du rôle que remplissait Jaucourt pour l'Encyclopédie et que remplira Jacques Lacombe pour l'Encyclopédie méthodique : homme à tout faire, à tout rédiger.
Mais si Rousseau est d'un côté associé à Panckoucke pour la réalisation du Supplément, il est d'un autre côté en féroce compétition avec lui dans la Presse. Rousseau publie le Journal encyclopédique, Panckoucke vient de lancer le Journal historique et politique de Genève. En même temps, Jean-Louis Castilhon, collaborateur du Supplément, achète le Journal des Beaux-arts et des Sciences, autre publication sur le même créneau. Quand il découvre que Robinet complote dans cette affaire avec Panckoucke et Castilhon (ils se réunissaient dans sa maison de campagne), Rousseau se met à l'éviter, et le traite dans ses lettres de « vilain petit monsieur, homme bien dangereux, et duquel il faut toujours se méfier. " Le nom de Robinet n'apparaît nulle part, ses articles sont tantôt signés d'une *, tantôt anonymes.

### Emprunts
L'Avertissement du premier volume reconnaît plusieurs types d'emprunts :
- de nombreuses corrections issues de l'ouvrage de Jean Saas, Lettres sur l’Encyclopédie pour servir de supplément aux sept volumes de ce dictionnaire, paru à Amsterdam en 1764, portant surtout sur la Géographie, la Mythologie et la Bibliographie[18].
- des additions en provenance de l'Encyclopédie d'Yverdon, avec laquelle un accord de partage mutuel d'articles avait été conclu. Ces contributions sont elliptiquement désignées comme « tirées des éditions étrangères de l'Encyclopédie ; mais on y a fait quelques changements, retranchements et additions. » Ces ajouts sont redevables à seize auteurs, dont ne figure que la signature typographique[19]. Cependant, ces apports en provenance d'Yverdon ne représentent pas moins de 13 % du contenu total du Supplément[20].
- des articles extraits du Dictionnaire de musique de Jean-Jacques Rousseau.

### Typologie des collaborateurs
Le milieu social des contributeurs du Supplément diffère de celui des auteurs de l’Encyclopédie. Il s'agit plus d'une publication française et européenne que d'une publication parisienne. Alors que seule une vingtaine de collaborateurs de l’Encyclopédie résidait hors de Paris, les deux tiers de ceux du Supplément sont en province ou à l'étranger : une dizaine entre Dijon et Montpellier, plusieurs en Bretagne, une douzaine dans la région Bouillon-Metz, une demi-douzaine à Berlin, une quinzaine en Suisse. Il y a également plus d'aristocrates. Dans l’Encyclopédie, seuls Jaucourt et D'Holbach étaient titrés, dans le Supplément, la plupart des collaborateurs importants le sont : Lalande, Haller, Tschoudi, Sacy, Montigny. Tous sont également plus jeunes : un quart est né aux alentours de 1740. Certains collaborateurs affichent des convictions chrétiennes : Casbois fait partie du clergé régulier, Courtépée, Ferry et Barletti sont prêtres, Mingard, Chavannes, Élie Bertrand sont pasteurs. Très peu d'entre eux avaient déjà participé à la première édition.
Quelques collaborateurs s'étaient engagés à fournir des articles, mais ne l'ont pas fait : Antoine Petit et Antoine Louis pour la Médecine, Jean-Baptiste Descamps pour la Peinture, Samuel Gottlieb Gmelin pour les Antiquités, Philippe Guéneau de Montbeillard pour la Métaphysique, La Harpe pour la littérature.

### Deux collaborateurs atypiques
Michel Adanson fournit 450 articles d'Histoire naturelle, mais sa collaboration s'arrête à la lettre Co, sans que l'on en connaisse la raison exacte. S'il avait continué au même rythme, le volume du Supplément aurait été doublé. Il introduit un système de classification et de taxonomie révolutionnaire, basé sur les différences entre espèces.
Marmontel a d'abord refusé sa participation, puis accordé à Robinet et Panckoucke la permission d'annoncer qu'il avait promis quelques articles : « Ils me dirent que, pour mettre en règle les comptes de leur entreprise, il leur fallait savoir quelle serait, pour les gens de lettres, la rétribution de leur travail, et qu'ils venaient savoir ce que je voulais pour le mien. "Que puis-je demander, leur dis-je, moi qui ne promets rien, qui ne m'engage à rien ? – Vous ferez pour nous ce qu'il vous plaira, me dit Panckoucke, promettez seulement de nous donner quelques articles, et qu'il nous soit permis d'insérer cette promesse dans notre prospectus ; nous vous donnerons pour ça 4 000 livres et un exemplaire du Supplément." Ils étaient bien sûrs que je me piquerais de répondre à leur confiance. J'y répondis si bien que, dans la suite, ils m'avouèrent que j'avais passé leur attente. »

### Liste des collaborateurs
Comme pour la première édition de l'Encyclopédie, l'établissement d'une liste exhaustive des collaborateurs est très ardu. Certains sont nommés et reconnaissables à leur signature typographique, d'autres restent anonymes, le plus souvent volontairement.
| Nom                                        | Signature   | Contribution | Autres collaborations |
| ------------------------------------------ | ----------- | --- | --------------------- |
| Michel Adanson                             |             | 450 articles d'Histoire naturelle (jusqu'à la lettre Co)                                                             |                       |
| D'Alembert                                 | O majuscule | 36 articles de Mathématiques et Physique                                                                             | Encyclopédie          |
| Jean-Henri d'Andrié                        | D.G.        | 900 courts articles de Géographie                                                                                    | Yverdon               |
| Charles-Louis-François Andry               |             | Probablement l'auteur, avec Le Preux, des articles Acrisie et Apoplexie                                              |                       |
| Carlo Barletti                             | P.B.        | 3 articles de Physique au tome II                                                                                    | Yverdon               |
| Edme Beguillet                             |             | 31 longs articles sur l'Agriculture et la Sociologie                                                                 |                       |
| Jean Bernouilli                            | J.B.        | 11 articles sur l'Astronomie                                                                                         |                       |
| Claude Bertrand                            |             | Correction de l'article Sinus de D'Alembert                                                                          |                       |
| Élie Bertrand                              | B.C.        | 26 articles d'Histoire naturelle et Arts mécaniques                                                                  | Encyclopédie, Yverdon |
| De Billemond                               |             | Christine de Suède                                                                                                   |                       |
| Louis Claude Cadet de Gassicourt           |             | Longues additions aux articles Bile et Borax                                                                         | Yverdon               |
| Jean-Louis Carra                           | C.A.        | Probablement l'auteur de 400 courts articles de Géographie dans le volume I et la première partie du volume II       |                       |
| Dom Nicolas Casbois                        |             | Baromètre, Hygromètre, Thermomètre, Tuyaux capillaires                                                               |                       |
| Jean-Louis Castilhon                       | L.C.        | Environ 400 articles d'Histoire                                                                                      |                       |
| Frédéric de Castillon                      | F.D.C.      | 600 articles sur la Musique : théorie, histoire et instruments. Extraits du Dictionnaire de musique de J.J. Rousseau |                       |
| Jean-François de Castillon                 | J.D.C.      | 15 articles de Mathématiques                                                                                         |                       |
| Mathieu Chabrol                            |             | 4 articles de Chirurgie                                                                                              |                       |
| Jacques Charles                            |             | Pèse-liqueur |                       |
| François-Jean de Chastellux                |             | Idéal. Peut-être auteur de l'article Bonheur public, que la censure refusa parce qu'il ne mentionnait pas Dieu.      |                       |
| Alexandre César Chavannes                  | C.C         | 8 articles de Théologie et Arts mécaniques                                                                           | Yverdon               |
| Antoine Choquet de Lindu                   |             | Bagne |                       |
| Nicolas de Condorcet                       | o minuscule | 24 articles d'analyse mathématique                                                                                   |                       |
| Claude Courtépée                           | C.          | Au moins 700 articles de Géographie                                                                                  |                       |
| Jacques-Antoine-Henri Deleuze              | D.          | 48 articles de Botanique                                                                                             | Yverdon               |
| Charles Pinot Duclos                       |             | Complément de l'article Syllabe                                                                                      | Encyclopédie          |
| Samuel Engel                               | E.          | 7 longs articles sur la Géographie des Amériques et la pomme de terre                                                |                       |
| Fortunato Bartolomeo De Felice             | D.F.        | Environ 700 articles sur tous les sujets                                                                             | Yverdon               |
| André Ferry                                | P.F.        | Alluchon | Yverdon               |
| Denis-François Gastelier de La Tour        | G.D.L.T.    | Plus de 500 articles d'Héraldique                                                                                    |                       |
| Mathieu-Bernard Goudin                     |             | Addition à l'article Calcul astronomique                                                                             |                       |
| Gressier                                   |             | Indigo |                       |
| Frédéric-Emmanuel Grunwald                 | G.          | 6 longs articles de Médecine                                                                                         |                       |
| Louis-Bernard Guyton-Morveau               |             | 13 articles de Chimie                                                                                                |                       |
| Albert de Haller                           | H.D.G.      | Environ 200 articles d'Anatomie, Physiologie et Médecine                                                             |                       |
| Gottlieb-Emmanuel de Haller                | H.          | 21 articles d'Histoire suisse                                                                                        | Yverdon               |
| Jean-Jacques-Louis Hoin                    |             | Anus artificiel |                       |
| François-Célestin de Loynes de La Coudraye |             | 50 articles au volume I sur l'Art naval                                                                              |                       |
| Samuel-Rodolphe Jeanneret                  | J.          | 14 articles de Mathématiques et Arts mécaniques                                                                      | Yverdon               |
| Jean La Fosse                              |             | 46 articles de Médecine légale                                                                                       |                       |
| Philippe Étienne Lafosse                   |             | 2 articles sur la Médecine des chevaux                                                                               |                       |
| Joseph Jérôme Lefrançois de Lalande        |             | Environ 250 articles d'Astronomie, Mesures, et concernant la Franc-Maçonnerie                                        | Yverdon               |
| Louis-François Carlet de La Rozière        | M.D.L.R.    | 16 articles sur des sujets militaires                                                                                |                       |
| Lecuyer                                    | L.          | 8 articles de Littérature                                                                                            | Yverdon               |
| Paul-Gabriel Le Preux                      |             | Probablement l'auteur, avec Andry, des articles Acrisie et Apoplexie                                                 |                       |
| Joseph Lieutaud                            | T.          | 4 articles de Médecine                                                                                               | Yverdon               |
| François-Georges Mareschal de Bièvre       |             | Calembour (figurant au tome III sous le titre Kalembour)                                                             |                       |
| Hugues Maret                               | M.M.        | Huit articles de Médecine                                                                                            |                       |
| Jean-François Marmontel                    |             | Plus de 100 articles sur la Littérature et les Beaux-Arts                                                            | Encyclopédie          |
| Gabriel Mingard                            | G.M.        | 17 articles de Philosophie et Histoire naturelle                                                                     | Yverdon               |
| Charles-Claude de Montigny                 | M-y         | Plus de 60 articles d'Histoire, en particulier histoire allemande                                                    |                       |
| Corneille de Pauw                          | D.P.        | 6 articles d'Histoire et Géographie                                                                                  |                       |
| Antoine Portal                             | P.          | 18 articles de Médecine                                                                                              | Yverdon               |
| Jean-Baptiste-René Robinet                 | *           | 1150 articles divers marqués *, sans doute de nombreux articles non signés                                           |                       |
| Claude-Louis-Michel de Sacy                |             | 150 articles d'Histoire, en particulier histoire de la Scandinavie                                                   |                       |
| Frédéric-Samuel Schmidt de Rossan          |             | Copte |                       |
| François Xavier Talbert                    |             | Preux |                       |
| Thibeault (?)                              | M.T.        | Bouillon |                       |
| Michel Troja                               |             | 5 articles de Médecine                                                                                               |                       |
| Vincent-Bernard de Tscharner               | D'A.        | Schaffouse | Yverdon               |
| Jean-Baptiste-Louis-Théodore de Tschoudi   |             | Plus de 150 articles de Botanique                                                                                    |                       |
| François-Henri Turpin                      | T-n         | 300 articles d'Histoire, en particulier histoire de France                                                           |                       |
| Paul-Joseph Vallet                         | V.A.L.      | Environ 50 articles sur les Arts mécaniques                                                                          | Yverdon               |
| Gabriel François Venel                     |             | Chimie, Physiologie, Médecine                                                                                        | Encyclopédie          |

## LaTable

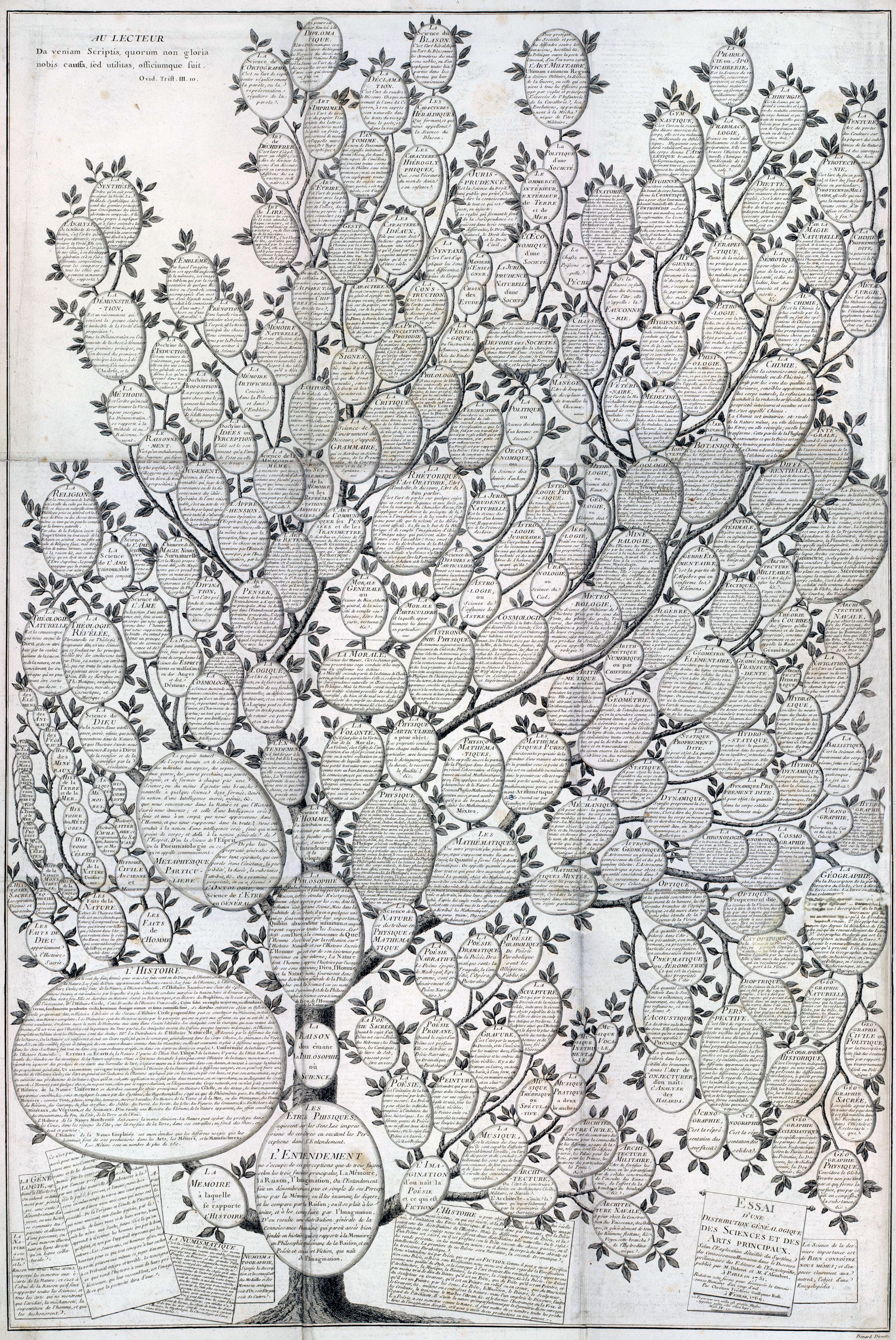
LEssai d’une distribution généalogique des sciences et des arts principaux figurant en tête du premier volume de la Table de Mouchon

Les éditeurs Cramer et De Tournes engagent le pasteur Mouchon en 1772, au moment où ils préparent une édition genevoise de l’Encyclopédie. Une convention pour la réalisation d'une Table des 17 volumes de texte est signée en juin 1773, pour un travail livrable au 31 décembre 1776. Mouchon touchera 500 louis d’or et un exemplaire.
Panckoucke acquiert les droits de cette Table en juin 1775, et conclut avec Mouchon en juillet 1777 un traité complémentaire concernant la Table du Supplément, qui doit être livrée au plus tard le 31 juillet 1778. Le tarif est de 140 louis, plus 12 exemplaires. Au travail depuis début 1773, Mouchon tient les délais, ce qui l'oblige à tenir un rythme moyen d'un volume tous les deux mois, soit environ 50 pages par jour.
Un article de Mouchon se compose en général de deux parties : un résumé de l’article concerné, et un index analytique des occurrences se trouvant dans les autres volumes. Une moyenne indicative donne un taux de résumé de 5 à 10 %. Quelques articles sont créés à partir d'éléments épars dans les volumes initiaux
Pasteur, Mouchon se trouve parfois dans des situations difficiles : « Il vit avec douleur, dans plusieurs articles de ce Dictionnaire qui concernent la Religion, le même esprit de scepticisme qui règne dans celui de Bayle. Il omettait absolument, dans la récapitulation des morceaux de ce genre les articles dangereux. Dans un travail de cette nature, le silence était la seule réfutation qui fût permise.» Dans ces cas, Mouchon remplace le résumé du contenu par la simple mention du sujet abordé.
La Table analytique et raisonnée des matières contenues dans les XXXIII volumes in-folio du Dictionnaire des sciences, des arts et des métiers paraît en deux volumes en 1780 : « On peut la regarder comme un excellent Abrégé de ce fameux Dictionnaire, elle le complète, elle en multiplie singulièrement l'utilité ; elle peut même le remplacer dans bien des occasions. » 
La publication est favorablement accueillie. Le Journal encyclopédique, après avoir exprimé une réticence de principe (« abréger, c'est souvent détruire »), et analysé plusieurs articles, conclut « qu'il n'est pas à craindre que cet abrégé nuise au corps de l'ouvrage, puisqu'il sert au contraire à faciliter les moyens d'y avoir recours. » Quérard, dans La France littéraire, la qualifie de « chef-d’œuvre de patience et d'exactitude. Si quelque chose peut rendre utile la masse de l'Encyclopédie, c'est cette table qui peut seule l'animer. »

## Détail de la publication
| Tome                  | Date de parution | Contenu | Scan     | Images  |
| --------------------- | ---------------- | --- | -------- | ------- |
| Supplément - Tome I   | 1776             | A – Blom-Krabbe | Mazarine | Commons |
| Supplément - Tome II  | 1776             | Boatium Civitas - Ezzab | Mazarine | Commons |
| Supplément - Tome III | 1777             | F - Myxine | Mazarine | Commons |
| Supplément - Tome IV  | 1777             | Naalol – Zygie | Mazarine | Commons |
| Supplément - Planches | 1777             | Agriculture, Antiquités, Architecture, Architecture navale, Art héraldique, Art militaire, Briqueterie, Chauffournier, Cire, Colleforte, Cordonnier, Couturière, Couvreur, Doreur sur cuir, Histoire naturelle (Hermaphrodites, Chirurgie), Lingère, Luthier, Marchand de modes, Mathématiques, Musique, Meunier, Pipes à fumer le tabac, Porcelaine, Tailleur d'habits et de corps, | Mazarine |         |
| Tables - Tome I       | 1780             | - Essai d’une distribution généalogique des sciences et des arts principaux - A - Hyvourahé | Gallica  |         |
| Tables - Tome II      | 1780             | I - Xyste | Gallica  |         |

### Ouvrages
- Robert Darnton, L’Aventure de l’Encyclopédie, Perrin, 1982.
- Kathleen Hardesty, The Supplément to the Encyclopédie, La Haye, Martinus Nijhoff, 1977

### Articles
- A.M. Chouillet, Les signatures dans le Supplément de l’Encyclopédie, Recherches sur Diderot et sur l’Encyclopédie, 1988, n° 5. Lire en ligne.
- Pierre Crépel, Peut-on enfin brûler le pasteur Mouchon ? , Recherches sur Diderot et l’Encyclopédie, n° 31-32, avril 2002. Lire en ligne.
- Kathleen Hardesty. Notices sur les auteurs des quatre volumes de « Discours » du Supplément à l'Encyclopédie, Recherches sur Diderot et sur l'Encyclopédie, n°9, 1990. Lire en ligne.
- Geo. B. Watts, The Supplément and the Table analytique et raisonnée of the Encyclopédie, French Review, vol 28, n° 1, octobre, 1954. Lire en ligne.